# Usina Hidrelétrica de São João
A U.H. de São João é usina hidrelétrica (U.H.) do complexo hidrelétrico de São João - Cachoeirinha. Com potência instalada de 60MW. Foi construída no rio Chopim no estado do Paraná.